# Remarketing
Remarketing je metoda cílení internetové reklamy, kterou nabízí systém na PPC kampaně Google AdWords. Jedná se o jednu z možností, jak oslovit konkrétní cílovou skupinu lidí, kteří již jednou přišli na webové stránky zadavatele remarketingu. Remarketing je několikrát účinnější než jiné druhy PPC reklamy
Tato metoda spočívá v zacílení na uživatele, kteří někdy v minulosti navštívili web zadavatele. Technicky reklama funguje tak, že uživatelé, kteří navštívili webové stránky, jsou označeni pomocí cookies (jejich prohlížeč si tyto cookies uloží) a tyto cookies jsou pak přiřazeny do tzv. Seznamu uživatelů. Pouze uživatelé, kteří jsou zařazeni v daném seznamu, následně uvidí spuštěnou reklamu ve formátu bannerové reklamy či textového inzerátu. Jedná se tedy o znovuoslovení těch, kteří již jednou byli na webových stránkách.
Remarketing mohou využít ti, kteří mají účet v Google AdWords. Lze také oslovit profesionály spravující tyto kampaně. V každém účtu je možné vygenerovat si remarketingový kód, který je následně vložen na webové stránky zadavatele a který slouží ke sběru návštěvníků. Cílové publikum, které má být osloveno, může být pak různě segmentováno. Reklamy se dají zaměřit na všechny návštěvníky nebo jen na návštěvníky určitých kategorií webu, či například na ty, kteří již měli zboží v košíku, ale nakonec nic nenakoupili. 
Samotný princip remarketingu však slouží k přivádění návštěvníků na web za účelem dokončení požadovaného cíle. U elektronických obchodů je za cíl považován nákup a tato metoda by měla dopomoci k dokončení objednávky. Všechny tyto činnosti mají vést k ukončení cílů jakékoli stránky.

## Jak funguje remarketing
1. Návštěvníci přichází na webové stránky.
2. Označení návštěvníků pomocí cookies je prováděno automaticky vygenerovaným kódem.
3. Zadavatel reklamy vytvoří speciální reklamu pouze pro tyto návštěvníky.
4. Reklama se zobrazuje návštěvníkům webu na jiných webových stránkách.
5. Návštěvník přichází zpět na webové stránky.
6. Návštěvník dokončuje požadované cíle stránek (z návštěvníka se stává zákazník).

## Kde se reklama zobrazuje
Reklamy jsou zobrazovány na všech stránkách, které podporují reklamy Google. Jsou to tedy všechny internetové stránky, které jsou zapojeny do sítě Google AdSense. Mezi takové významné stránky patří např. YouTube a mnoho dalších.

## Remarketing a retargeting na Facebooku, Instagramu a Facebook Audience Network
V dnešní době se stále více rozvíjí Remarketing a retargeting na Facebooku. Pro aktivaci remarketingu a retargetingu je nutné vložení tzv. Facebook Pixelu, který navíc umožňuje označení událostí, např. prohlédnutí konkrétní nabídky anebo vložení produktu do košíku. Pro aktivaci dynamického retargetingu je navíc nutné nahrát do Facebook business manageru kompletní XML Feed našich produktů. Dynamické retargetingové reklamy je možné využít nejen pro e-komerci, ale také pro turistický ruch, reality a automobilový průmysl. Standardně lze vždy využít remarketing webových stránek. Jednou z největších sil remarketingu na Facebooku a Instagramu je možnost znovu oslovit potencionální zákazníky na základě různých událostí, např.:
- Návštěva webových stránek
- Prohlížení konkrétní stránky
- Prohlížení konkrétní nabídky (včetně např. nemovitosti)
- Započetí nákupu na e-shopu
- Zhlédnutí našeho videa na Facebooku či Instagramu
- Návštěva facebookových stránek
- Interakce na facebookové či instagramové stránce
- Prohlížení si nabízeného obsahu facebookové či instagramové stránky

## Retargeting
Na začátku roku 2014 také Seznam.cz spustil službu určenou k oslovování uživatelů, kteří již navštívili stránku inzerenta. Seznam.cz tuto službu pojmenoval Sklik Retargeting. V praxi Sklik Retargeting funguje velmi podobně jako remarketing od Googlu.